# Melomys bannisteri
Melomys bannisteri es un roedor de la familia de los múridos. Son roedores de pequeño tamaño, con una longitud de cabeza a grupa de 111,6 a 114,5 mm, una cola de 106,4 a 117,6 mm y un peso de hasta 61,5 g. Esta especie es endémica de la isla de Kai Besar, en las Molucas centrales, y quizás se encuentra también en la isla vecina de Taam. Probablemente vive en bosques húmedos tropicales a una altitud de hasta 500 m s. n. m.